# Remy Zero
Remy Zero és un grup de rock alternatiu d'Alabama (EUA), format per un conjunt de joves anomenats:
- Cijun Tate (veu, guitarra)
- Shelby Tate (veu, guitarra, teclat)
- Gregory Slay (bateria)
- Cedric Lemoyne (baix)
- Jeffery Cain (guitarra).

La banda es va fer famosa quan Smallville va triar com a tema principal la cançó Somebody save me.

## Discografia

### Àlbums d'estudi
- Remy Zero, 1996
- Villa Elaine, 1998
- The Golden Hum, 2001

### EP
- Live On Morning Becomes Eclectic 1998
- A Searchers EP 2001
- Remy Zero, EP 2010